# 東京都の灯台一覧
東京都の灯台一覧（とうきょうとのとうだいいちらん）は、東京都にある灯台及び、照射灯、標灯、等の光波標識をまとめた一覧である。

## 灯台
- 沖ノ鳥島灯台 東京都小笠原村（沖ノ鳥島）
- 二見港丸山灯台 東京都小笠原村（父島）
- 八丈島灯台 東京都八丈町（石積ケ鼻）
- 神湊灯台 東京都八丈町（神湊）
- 大越鼻灯台 東京都八丈島八丈町（大越鼻）

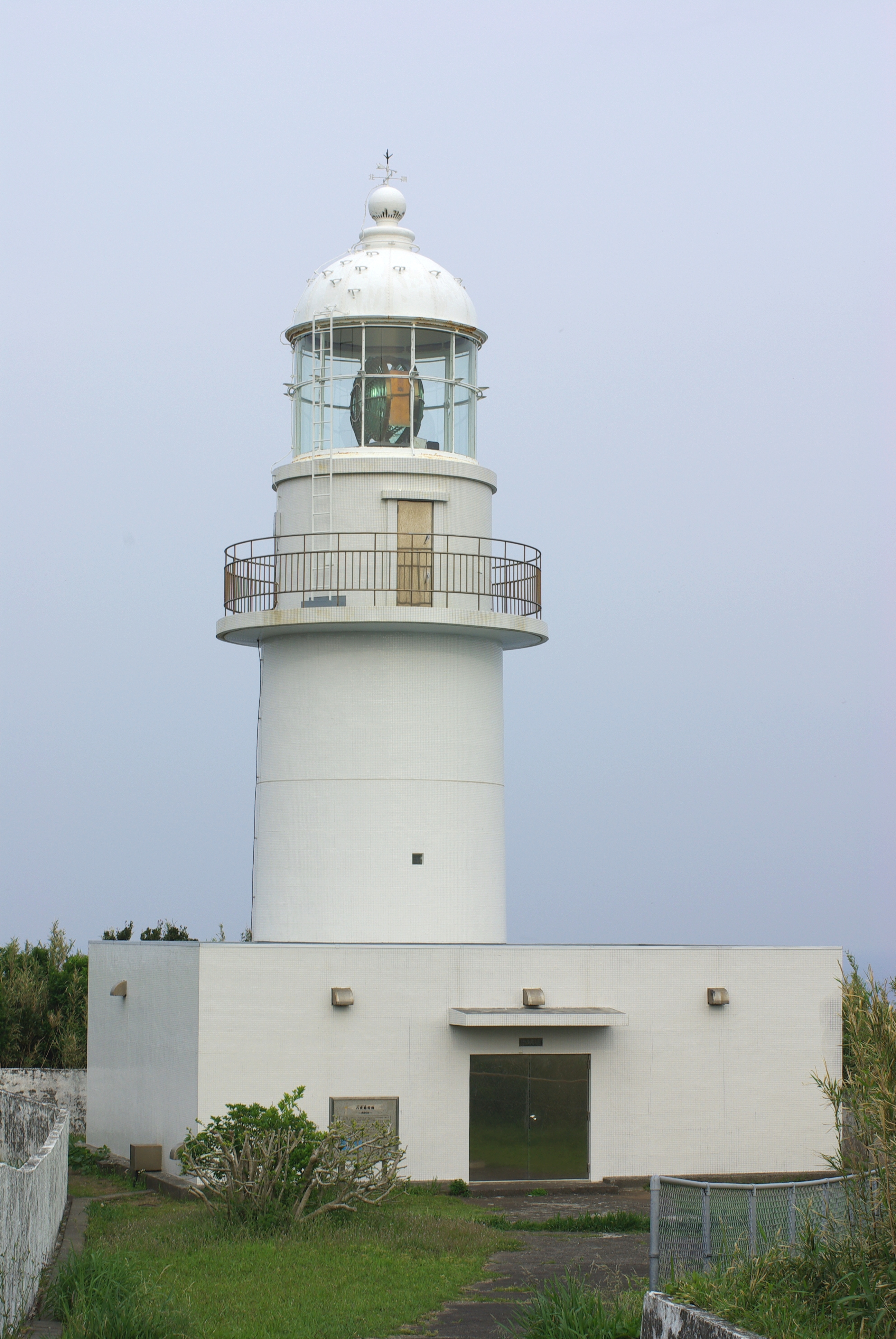
八丈島灯台
（2008年）

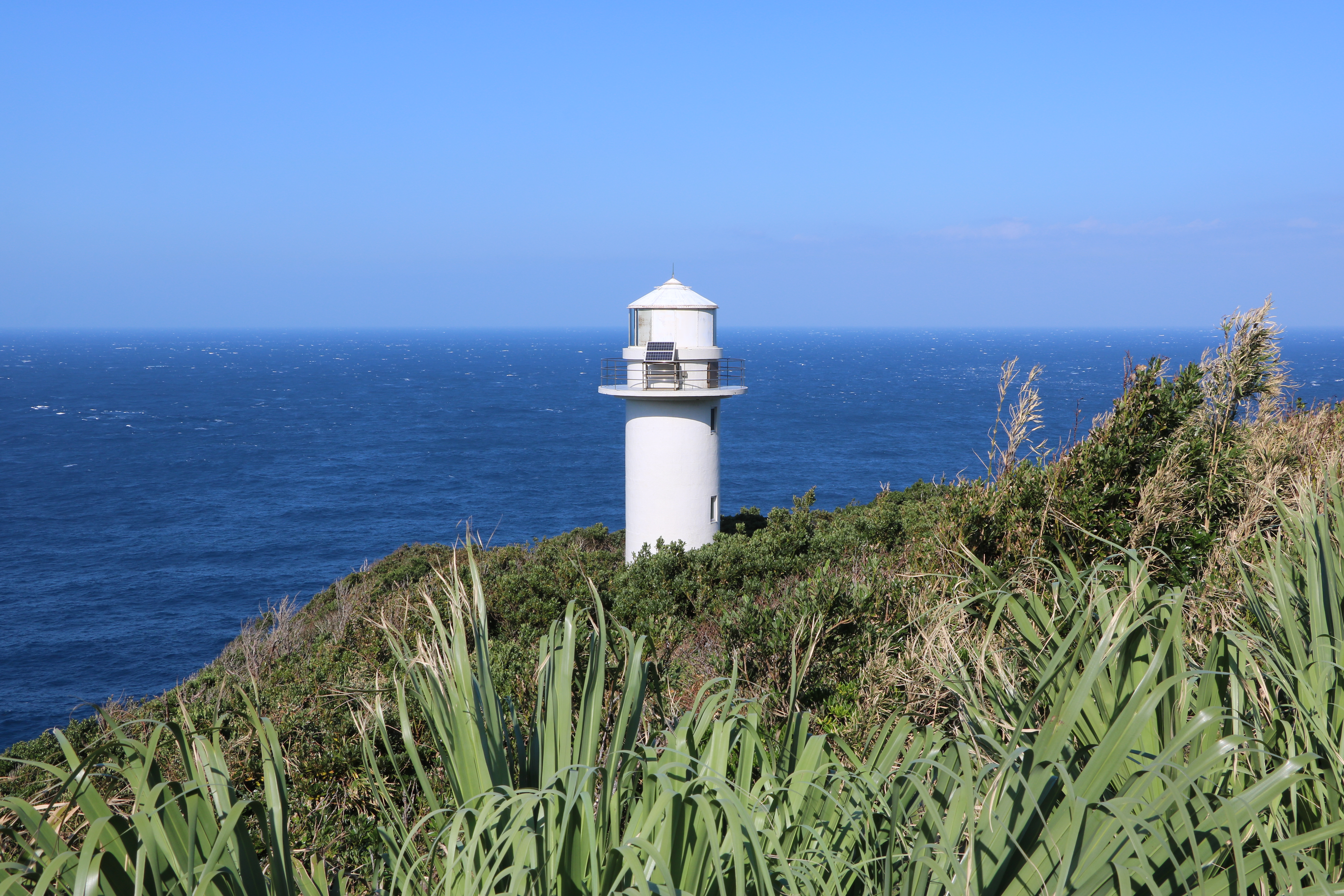
大越鼻灯台
（2017年）

- 御蔵島港ふ頭灯台 東京都御蔵島村（御蔵島港ふ頭外端）
- 伊豆岬灯台 東京都三宅島三宅村（伊豆岬）
- 神津島灯台 東京都神津島村（一ノ首埼）
- 神津島港ふ頭灯台 東京都神津島村（神津島港ふ頭外端）
- 神津島港灯台 東京都新島村（神津島港防波堤外端）
- 野伏港ふ頭灯台 東京都新島村（野伏港ふ頭南端）
- 新島灯台 東京都新島村（神渡鼻）
- 新島港灯台 東京都新島村（新島港岸壁北端）
- 利島灯台 東京都利島村（利島）
- 竜王埼灯台 東京都大島町（竜王埼）
- 伊豆大島灯台 東京都大島町（風早埼）
- サタドー岬灯台 東京都三宅島三宅村（サタドー岬)

## 防波堤灯台
- 沖港外西防波堤灯台 東京都小笠原村（沖港外西防波堤外端）
- 二見港防波堤灯台 東京都小笠原村（二見港防波堤外端）
- 二見港東防波堤灯台 東京都小笠原村（二見港東防波堤外端）
- 八重根港防波堤灯台 東京都八重根港（防波堤外端）
- 神湊港突堤灯台 東京都神湊港（岸壁外端）
- 神湊港A防波堤灯台 東京都神湊港（A防波堤外端）
- 坪田港防波堤南方照射灯 東京都三宅村（坪田港防波堤灯台）
- 坪田港防波堤灯台 東京都三宅島三宅村（坪田港防波堤外端）
- 阿古港防波堤灯台 東京都三宅島三宅村（阿古港防波堤外端）
- 阿古港突堤灯台 東京都三宅島三宅村（阿古港岸壁先端）
- 伊豆三池港突堤灯台 東京都三宅島三宅村（三池港突堤外端）
- 湯の浜港東防波堤灯台 東京都三宅島三宅村（湯の浜港東防波堤外端）
- 伊豆三浦港防波堤灯台 東京都神津島村（三浦港防波堤外端）
- 式根島港突堤灯台 東京都新島村（式根島港突堤外端）
- 利島港西防波堤灯台 東京都利島村（利島港西防波堤外端）
- 波浮港突堤灯台 東京都波浮港（岸壁外端）
- 元町突堤灯台 東京都元町港（突堤外端）
- 元町港突堤灯台 東京都元町港（突堤外端）
- 岡田港防波堤灯台 東京都岡田港（防波堤外端）
- 東京城南島沖西仮防波堤西灯台 京浜港東京区（大井信号所の東南東方約1.0キロメートル）
- 東京城南島沖東仮防波堤西灯台 京浜港東京区（大井信号所の東南東方約1.8キロメートル）
- 東京城南島沖東仮防波堤東灯台 京浜港東京区（大井信号所の東方約1.9キロメートル）
- 東京西防波堤灯台　 京浜港東京区（西防波堤外端）
- 東京中央防波堤西灯台 京浜港東京区（中央防波堤西端）
- 東京中央防波堤東灯台 京浜港東京区（中央防波堤東端）
- 東京東防波堤東灯台 京浜港東京区（東防波堤外端）
- 東京東防波堤灯台 京浜港東京区（東防波堤外端）
- 東京木材投下泊地防波堤西灯台 京浜港東京区（木材投下泊地防波堤西端）

## 指向灯
- 沖港指向灯 東京都小笠原村（母島沖岬）
- 二見港丸山指向灯 東京都小笠原村（二見港丸山灯台）

## 照射灯
- 波浮港鉄砲場鼻南西方照射灯 東京都大島町（鉄砲場鼻）
- 波浮港鉄砲場鼻西方照射灯 東京都大島町（鉄砲場鼻）

## 灯標
- 東京湾東水路中央第1号灯標 東京灯標（京浜港東京区）の南方約11キロメートル
- 東京湾東水路中央第2号灯標 東京灯標（京浜港東京区）の南南東方約9.8キロメートル
- 東京湾東水路中央第3号灯標 東京灯標（京浜港東京区）の南南東方約8.8キロメートル
- 東京湾アクアライン風の塔南灯標 東京灯標（京浜港東京区内）の南方約8.4キロメートル
- 東京湾アクアライン風の塔北灯標 東京灯標（京浜港東京区内）の南方約8.2キロメートル
- 東京湾横断道路川崎人工島南灯標 東京灯標（京浜港東京区内）の南方約8.4キロメートル
- 東京湾横断道路川崎人工島北灯標 東京灯標（京浜港東京区内）の南方約8.2キロメートル
- 首都高多摩川第1号灯標 京浜港東京区内（東京灯標の南南西方約5.4キロメートル）
- 首都高多摩川第2号灯標 京浜港東京区内（東京灯標の南南西方約5.5キロメートル）
- 東京国際空港D滑走路制限区域南A灯標 京浜港東京区（大井信号所の南南東方約6.3キロメートル）
- 東京国際空港D滑走路制限区域南B灯標 京浜港東京区（大井信号所の南南東方約6.3キロメートル）
- 東京国際空港D滑走路制限区域南C灯標 京浜港東京区（大井信号所の南南東方約6.3キロメートル）
- 東京国際空港D滑走路制限区域南D灯標 京浜港東京区（大井信号所の南南東方約6.4キロメートル）
- 東京国際空港D滑走路制限区域南E灯標 京浜港東京区（大井信号所の南南東方約6.4キロメートル）
- 東京国際空港D滑走路制限区域南F灯標 京浜港東京区（大井信号所の南南東方約6.5キロメートル）
- 東京国際空港D滑走路制限区域南G灯標 京浜港東京区（大井信号所の南南東方約6.5キロメートル）
- 東京国際空港D滑走路制限区域南H灯標 京浜港東京区（大井信号所の南南東方約6.6キロメートル）
- 東京国際空港D滑走路制限区域南I灯標 京浜港東京区（大井信号所の南南東方約6.6キロメートル）
- 東京国際空港D滑走路制限区域南J灯標 京浜港東京区（大井信号所の南南東方約6.7キロメートル）
- 東京国際空港D滑走路工事東A灯標 京浜港東京区（東京灯標の南方約2.3キロメートル）
- 東京国際空港D滑走路工事東B灯標 京浜港東京区（東京灯標の南方約2.1キロメートル）
- 東京国際空港D滑走路工事東C灯標 京浜港東京区（東京灯標の南方約1.9キロメートル）
- 東京国際空港D滑走路工事東D灯標 京浜港東京区（東京灯標の南方約1.8キロメートル）
- 東京国際空港D滑走路制限区域南K灯標 京浜港東京区（大井信号所の南南東方約6.7キロメートル）
- 東京国際空港D滑走路制限区域南L灯標 京浜港東京区（大井信号所の南南東方約6.8キロメートル）
- 東京国際空港D滑走路制限区域南Ⅿ灯標 京浜港東京区（大井信号所の南南東方約6.8キロメートル）
- 東京国際空港D滑走路制限区域西A灯標 京浜港東京区（大井信号所の南南東方約6.7キロメートル）
- 東京国際空港D滑走路制限区域西B灯標 京浜港東京区（大井信号所の南南東方約6.7キロメートル）
- 東京国際空港D滑走路制限区域西C灯標 京浜港東京区（大井信号所の南南東方約6.6キロメートル）
- 東京国際空港D滑走路制限区域西D灯標 京浜港東京区（大井信号所の南方約6.5キロメートル）
- 東京国際空港D滑走路制限区域西E灯標 京浜港東京区（大井信号所の南南東方約6.5キロメートル）
- 東京国際空港D滑走路制限区域西F灯標 京浜港東京区（大井信号所の南南東方約6.4キロメートル）
- 東京国際空港D滑走路制限区域西G灯標 京浜港東京区（大井信号所の南南東方約6.4キロメートル）
- 東京国際空港D滑走路制限区域西H灯標 京浜港東京区（大井信号所の南南東方約6.3キロメートル）
- 東京国際空港D滑走路制限区域西I灯標 京浜港東京区（大井信号所の南南東方約6.2キロメートル）
- 東京国際空港D滑走路制限区域西J灯標 京浜港東京区（大井信号所の南南東方約6.1キロメートル）
- 東京国際空港D滑走路制限区域西K灯標 京浜港東京区（大井信号所の南方約6.1キロメートル）
- 東京国際空港D滑走路制限区域西L灯標 京浜港東京区（大井信号所の南方約5.5キロメートル）
- 東京国際空港D滑走路工事南A灯標 京浜港東京区（東京灯標の南南西方約5.8キロメートル）
- 東京国際空港D滑走路工事南L灯標 京浜港東京区（東京灯標の南方約2.8キロメートル）
- 東京国際空港D滑走路制限区域北A灯標 京浜港東京区（大井信号所の南南東方約5.4キロメートル）
- 東京国際空港D滑走路制限区域北B灯標 京浜港東京区（大井信号所の南南東方約5.4キロメートル）
- 東京国際空港D滑走路制限区域北C灯標 京浜港東京区（大井信号所の南南東方約5.3キロメートル）
- 東京国際空港D滑走路制限区域北D灯標 京浜港東京区（大井信号所の南南東方約5.2キロメートル）
- 東京国際空港D滑走路東方灯標 京浜港東京区（大井信号所の南東方約5.7キロメートル）
- 東京灯標（廃止） 京浜港東京区内（東京中央防波堤西灯台の南東方約4.5キロメートル）
- 東京西航路第1号灯標 京浜港東京区内（大井信号所の北東方約830メートル）
- 東京西航路第2号灯標 京浜港東京区内（大井信号所の北東方約1.2キロメートル）
- 東京西航路第3号灯標 京浜港東京区内（大井信号所の北北東方約910メートル）
- 東京西航路第5号灯標 京浜港東京区内（大井信号所の北北東方約970メートル）
- 東京西航路第4号灯標 京浜港東京区内（大井信号所の北北東方約1.2キロメートル）
- 東京西航路第7号灯標 京浜港東京区内（大井信号所の北北東方約1.0キロメートル）
- 東京西航路第6号灯標 京浜港東京区内（大井信号所の北北東方約1.2キロメートル）
- 東京西航路第8号灯標 京浜港東京区内（大井信号所の北北東方約1.3キロメートル）
- 東京東第1号灯標 京浜港東京区（東京灯標の北北東方約3.1キロメートル）
- 東京東第2号灯標 京浜港東京区（東京灯標の北北東方約3.4キロメートル）
- 浦安沖灯標 東京東防波堤灯台（京浜港東京区）の東方約6.0キロメートル

## 灯浮標
- 沖港鮫ケ埼沖灯浮標 沖港指向灯（東京都小笠原村（母島））の西方約1.0キロメートル
- 二見港第3号灯浮標 二見港丸山灯台（東京都小笠原村）の西方約2.1キロメートル）
- 東京湾東水路中央第1号灯浮標 東京灯標（京浜港東京区）の南方約11キロメートル
- 東京湾東水路中央第2号灯浮標 東京灯標（京浜港東京区）の南南東方約9.8キロメートル
- 東京湾東水路中央第3号灯浮標 東京灯標（京浜港東京区）の南南東方約8.8キロメートル
- 首都高多摩川第3号灯浮標 京浜港東京区内（東京灯標の南南西方約5.5キロメートル）
- 首都高多摩川第4号灯浮標 京浜港東京区内（東京灯標の南西方約5.4キロメートル）
- 東京沖灯浮標 東京灯標（京浜港東京区）の南東方約3.7キロメートル
- 東京臨海大橋工事東方A灯浮標 京浜港東京区（東京灯標の北方約5.0キロメートル）
- 東京臨海大橋工事東方B灯浮標 京浜港東京区（東京灯標の北方約4.8キロメートル）
- 東京臨海大橋工事東方C灯浮標 京浜港東京区（東京灯標の北方約4.8キロメートル）
- 東京西A仮設灯浮標 京浜港東京区（東京灯標の南西方約890メートル）
- 東京城南島南東方F灯浮標 京浜港東京区内（大井信号所の東南東方約1.3キロメートル）
- 東京南島南東方F2灯浮標 京浜港東京区内（大井信号所の東南東方約1.1キロメートル）
- 東京羽田沖浅場A灯浮標 京浜港東京区（大井信号所の南南東方約5.1キロメートル）
- 東京羽田沖浅場B灯浮標 京浜港東京区（大井信号所の南南東方約4.1キロメートル）
- 東京羽田沖浅場C灯浮標 京浜港東京区（大井信号所の西南西方約2.9キロメートル）
- 東京大井ふとう沖灯浮標 京浜港東京区（大井信号所の南方約630メートル）
- 東京羽田沖浅場造成A灯浮標 京浜港東京区（大井信号所の南南東方約3.3キロメートル）
- 東京羽田沖浅場造成B灯浮標 京浜港東京区（大井信号所の南南東方約3.3キロメートル）
- 東京羽田沖浅場造成C灯浮標 京浜港東京区（大井信号所の南南東方約3.0キロメートル）
- 東京羽田沖浅場造成D灯浮標 京浜港東京区（大井信号所の南南東方約2.8キロメートル）
- 東京羽田沖浅場造成E灯浮標 京浜港東京区（大井信号所の南南東方約2.6キロメートル）
- 東京羽田沖浅場造成F灯浮標 京浜港東京区（大井信号所の南南東方約2.3キロメートル）
- 東京羽田沖浅場造成G灯浮標 京浜港東京区（大井信号所の南南東方約2.1キロメートル）
- 東京羽田沖浅場造成H灯浮標 京浜港東京区（大井信号所の南南東方約1.9キロメートル）
- 東京羽田沖浅場造成I灯浮標 京浜港東京区（大井信号所の南南東方約1.6キロメートル）
- 東京羽田沖浅場造成J灯浮標 京浜港東京区（大井信号所の南南東方約1.3キロメートル）
- 東京羽田沖浅場造成K灯浮標 京浜港東京区（大井信号所の南南東方約1.4キロメートル）
- 東京国際空港D滑走路工事南B灯浮標 京浜港東京区（東京灯標の南南西方約5.4キロメートル）
- 東京国際空港D滑走路工事南C灯浮標 京浜港東京区（東京灯標の南南西方約5.1キロメートル）
- 東京国際空港D滑走路工事南D灯浮標 京浜港東京区（東京灯標の南南西方約5.0キロメートル）
- 東京国際空港D滑走路工事南E灯浮標 京浜港東京区（東京灯標の南南西方約5.4キロメートル）
- 東京国際空港D滑走路工事南F灯浮標 京浜港東京区（東京灯標の南南西方約4.3キロメートル）
- 東京国際空港D滑走路工事南G灯浮標 京浜港東京区（東京灯標の南方約4.0キロメートル）
- 東京国際空港D滑走路工事南H灯浮標 京浜港東京区（東京灯標の南方約3.8キロメートル）
- 東京国際空港D滑走路工事南I灯浮標 京浜港東京区（東京灯標の南方約3.5キロメートル）
- 東京国際空港D滑走路工事南J灯浮標 京浜港東京区（東京灯標の南方約3.2キロメートル）
- 東京国際空港D滑走路工事西A灯浮標 京浜港東京区（東京灯標の南西方約5.0キロメートル）
- 東京国際空港D滑走路工事西B灯浮標 京浜港東京区（東京灯標の南西方約5.2キロメートル）
- 東京国際空港D滑走路工事西C灯浮標 京浜港東京区（東京灯標の南西方約5.5キロメートル）
- 東京国際空港D滑走路工事西D灯浮標 京浜港東京区（東京灯標の南南西方約5.6キロメートル）
- 東京国際空港D滑走路工事西E灯浮標 京浜港東京区（東京灯標の南南西方約5.6キロメートル）
- 東京国際空港D滑走路工事西F灯浮標 京浜港東京区（東京灯標の南南西方約5.7キロメートル）
- 東京城南島南東方I灯浮標 京浜港東京区内（大井信号所の東方約1.0キロメートル
- 東京南島南東方I2灯浮標 京浜港東京区内（大井信号所の東南東方約950メートル）
- 東京新海面処分場GブロックE灯浮標 京浜港東京区内（東京灯標の北北西方約1.7キロメートル）
- 東京新海面処分場GブロックF灯浮標 京浜港東京区内（東京灯標の北北西方約1.7キロメートル）
- 東京新海面処分場GブロックD灯浮標 京浜港東京区内（東京灯標の北北西方約1.9キロメートル）
- 東京新海面処分場GブロックG灯浮標 京浜港東京区内（東京灯標の北北西方約1.8キロメートル）
- 東京新海面処分場GブロックC灯浮標 京浜港東京区内（東京灯標の北北西方約2.2キロメートル）
- 東京新海面処分場GブロックH灯浮標 京浜港東京区内（東京灯標の北方約1.9キロメートル）
- 東京新海面処分場GブロックI灯浮標 京浜港東京区内（東京灯標の北方約2.0キロメートル）
- 東京新海面処分場GブロックB灯浮標 京浜港東京区内（東京灯標の北北西方約2.4キロメートル）
- 東京新海面処分場GブロックJ灯浮標 京浜港東京区内（東京灯標の北方約2.1キロメートル）
- 東京新海面処分場GブロックK灯浮標 京浜港東京区内（東京灯標の北方約2.3キロメートル）
- 東京新海面処分場GブロックL灯浮標 京浜港東京区内（東京灯標の北北東方約2.5キロメートル）
- 東京新海面処分場GブロックM灯浮標 京浜港東京区内（東京灯標の北北東方約2.6キロメートル）
- 東京都中央防波堤西臨海道路A灯浮標 京浜港東京区内（大井信号所の北東方約1.2キロメートル）
- 東京新海面処分場GブロックN灯浮標 京浜港東京区内（東京灯標の北北東方約2.7キロメートル）
- 東京新海面処分場GブロックO灯浮標 京浜港東京区（東京灯標の北方約2.9キロメートル）
- 東京新海面処分場GブロックP灯浮標 京浜港東京区（東京灯標の北方約3.1キロメートル）
- 東京新海面処分場GブロックQ灯浮標 京浜港東京区（東京灯標の北方約3.3キロメートル）
- 東京都中央防波堤西臨海道路B灯浮標 京浜港東京区内（大井信号所の北北東方約1.2キロメートル）
- 東京東第1号灯浮標 京浜港東京区内（東京灯標の北北東方約3.1キロメートル）
- 東京東第2号灯浮標 京浜港東京区内（東京灯標の北北東方約3.4キロメートル）
- 東京分岐水路第2号灯浮標 京浜港東京区内（東京中央防波堤西灯台の北方約550メートル）
- 東京東第3号灯浮標 京浜港東京区内（東京中央防波堤東灯台の南南東方約1.3キロメートル）
- 東京東第4号灯浮標 京浜港東京区内（東京東防波堤灯台の南南東方約1.4キロメートル）
- 東京分岐水路第3号灯浮標 京浜港東京区（大井信号所の北方約2.3キロメートル）
- 東京分岐水路第5号灯浮標 京浜港東京区内（10号地信号所の南方約740メートル）
- 東京分岐水路第6号灯浮標 京浜港東京区（10号地信号所の北北西方約820メートル）
- 東京東第5号灯浮標 京浜港東京区内（東京中央防波堤東灯台の北北西方約150メートル）
- 東京東第6号灯浮標 京浜港東京区内（東京東防波堤灯台の北西方約150メートル）
- 東京東第9号灯浮標 京浜港東京区（東京中央防波堤東灯台の西南西方約1.5キロメートル）
- 東京青海第1号灯浮標 京浜港東京区（東京13号地船舶通航信号所の西南西方約920メートル）
- 東京青海第2号灯浮標 京浜港東京区（東京13号地船舶通航信号所の北東方約600メートル）
- 東京青海第4号灯浮標 京浜港東京区（東京13号地船舶通航信号所の西北西方約710メートル）
- 東京第6台場西灯浮標 京浜港東京区（東京13号地船舶通航信号所の北北西方約1.6キロメートル）

## 導灯
- 波浮港導灯（前灯） 東京都大島町（波浮）
- 波浮港導灯（後灯） 東京都大島町（前灯の北西方約89メートル）

## 橋梁標
- 東京ゲートブリッジ橋梁標（L1標）東京ゲートブリッジ橋梁標（C1標）の南西方約150メートル
- 東京ゲートブリッジ橋梁標（L2標）東京ゲートブリッジ橋梁標（C2標）の南西方約150メートル
- 東京ゲートブリッジ橋梁標（C1標）京浜港東京区（15号地南信号所の西南西方約810メートル）
- 東京ゲートブリッジ橋梁標（C2標）京浜港東京区（15号地南信号所の西南西方約820メートル）
- 東京ゲートブリッジ橋梁標（R1標）東京ゲートブリッジ橋梁標（C1標）の南西方約150メートル
- 東京ゲートブリッジ橋梁標（R2標）東京ゲートブリッジ橋梁標（C2標）の南西方約150メートル
- 東京荒川河口橋橋梁標（L1標） 京浜港東京区内（15号地信号所の北北東方約3.5キロメートル）
- 東京荒川河口橋橋梁標（L2標） 京浜港東京区内（15号地信号所の北北東方約3.7キロメートル）
- 東京荒川河口橋橋梁標（R1標）東京荒川河口橋橋梁標（L1標）の東方約60メートル
- 東京荒川河口橋橋梁標（R2標）東京荒川河口橋橋梁標（L2標）の東方約60メートル

## 橋梁灯
- 東京ゲートブリッジ橋梁灯（C1灯）京浜港東京区（15号地南信号所の西南西方約810メートル）
- 東京ゲートブリッジ橋梁灯（C2灯）京浜港東京区（15号地南信号所の西南西方約810メートル）
- 東京ゲートブリッジ橋梁灯（L1灯）東京ゲートブリッジ橋梁灯（C1灯）の南西方約160メートル
- 東京ゲートブリッジ橋梁灯（L2灯）東京ゲートブリッジ橋梁灯（C2灯）の南西方約150メートル
- 東京ゲートブリッジ橋梁灯（R1灯）東京ゲートブリッジ橋梁灯（C1灯）の北東方約150メートル
- 東京ゲートブリッジ橋梁灯（R2灯）東京ゲートブリッジ橋梁灯（C2灯）の北東方約150メートル
- 東京ゲートブリッジ橋梁灯（P1灯）東京ゲートブリッジ橋梁灯（C1灯）の南西方約630メートル
- 東京ゲートブリッジ橋梁灯（P2灯）東京ゲートブリッジ橋梁灯（C2灯）の南西方約640メートル
- 東京ゲートブリッジ橋梁灯（P3灯）東京ゲートブリッジ橋梁灯（C1灯）の南西方約520メートル
- 東京ゲートブリッジ橋梁灯（P4灯）東京ゲートブリッジ橋梁灯（C2灯）の南西方約520メートル
- 東京ゲートブリッジ橋梁灯（P5灯）東京ゲートブリッジ橋梁灯（C1灯）の南西方約390メートル
- 東京ゲートブリッジ橋梁灯（P6灯）東京ゲートブリッジ橋梁灯（C2灯）の南西方約400メートル
- 東京ゲートブリッジ橋梁灯（P7灯）東京ゲートブリッジ橋梁灯（C1灯）の南西方約230メートル
- 東京ゲートブリッジ橋梁灯（P8灯）東京ゲートブリッジ橋梁灯（C2灯）の南西方約240メートル
- 東京ゲートブリッジ橋梁灯（P9灯）東京ゲートブリッジ橋梁灯（C1灯）の北東方約219メートル
- 東京ゲートブリッジ橋梁灯（P11灯）東京ゲートブリッジ橋梁灯（C1灯）の北東方約370メートル
- 東京ゲートブリッジ橋梁灯（P13灯）東京ゲートブリッジ橋梁灯（C1灯）の北東方約510メートル
- 東京ゲートブリッジ橋梁灯（P15灯）東京ゲートブリッジ橋梁灯（C1灯）の北東方約630メートル
- 東京ゲートブリッジ橋梁灯（P17灯）東京ゲートブリッジ橋梁灯（C1灯）の北東方約750メートル
- 東京荒川河口橋橋梁灯（L1灯） 京浜港東京区（東京東防波堤灯台の北北東方約4.1キロメートル）
- 東京荒川河口橋橋梁灯（P2灯）東京荒川河口橋橋梁灯（L2灯）の西方約290メートル
- 東京荒川河口橋橋梁灯（P4灯）東京荒川河口橋橋梁灯（L2灯）の西方約170メートル
- 東京荒川河口橋橋梁灯（P6灯）東京荒川河口橋橋梁灯（L2灯）の西方約110メートル
- 東京荒川河口橋橋梁灯（L2灯）京浜港東京区内（15号地信号所の北北東方約3.7キロメートル）
- 東京荒川河口橋橋梁灯（R2灯）東京荒川河口橋橋梁灯（L2灯）の東方約60メートル
- 東京荒川河口橋橋梁灯（P8灯）東京荒川河口橋橋梁灯（L2灯）の東方約110メートル
- 東京荒川河口橋橋梁灯（P10灯）東京荒川河口橋橋梁灯（L2灯）の東方約230メートル
- 東京荒川河口橋橋梁灯（P12灯）東京荒川河口橋橋梁灯（L2灯）の東方約350メートル
- 東京荒川河口橋橋梁灯（P1灯）東京荒川河口橋橋梁灯（L2灯）の西方約290メートル

## その他
- 新島ロランC局 東京都新島村（新島）
- 東海防船舶通航信号所 東京都江東区
- 南鳥島ロランC局 東京都小笠原村（南鳥島）
- 二見港第2号浮標 二見港丸山灯台（東京都小笠原村）の西方約2.4キロメートル
- 波浮港灯標 東京都波浮港内（波浮港導灯（前灯）の南東方約190メートル）
- 八丈島ディファレンシャルGPS局 東京都八丈島（八丈島無線方位信号所）
- 東京城南島沖東仮防波堤B標示灯 京浜港東京区（大井信号所の東方約1.8キロメートル）
- 東京城南島沖東仮防波堤A標示灯 京浜港東京区（大井信号所の東方約1.8キロメートル）
- 東京湾アクアライン風の塔灯 東京灯標（京浜港東京区内）の南方約8.3キロメートル
- 東京湾横断道路川崎人工島灯 東京灯標（京浜港東京区内）の南方約8.3キロメートル
- 東京無線方位信号所 東京灯標（京浜港東京区）の南東方約3.7キロメートル（東京沖灯浮標）